# روسوویتسه
روسوویتسه (به چکی: Rosovice) یک منطقهٔ مسکونی در جمهوری چک است که در ناحیه پریبرام واقع شده‌است.